# Erythrodiplax venusta
Erythrodiplax venusta is een libellensoort uit de familie van de korenbouten (Libellulidae), onderorde echte libellen (Anisoptera).
De wetenschappelijke naam Erythrodiplax venusta is voor het eerst geldig gepubliceerd in 1897 door Kirby.